# 卡什卡爾涅
49°51′47″N 38°6′24″E / 49.86306°N 38.10667°E
卡什卡爾內（烏克蘭語：Кашкарне）是位於烏克蘭東部的村莊，由盧甘斯克州斯瓦托韋區的特羅伊齊克市鎮負責管轄。該村始建於1953年，面積8.8平方公里，海拔高度158米，2001年人口58，人口密度每平方公里6.6人。